# Вишенки (городской округ Шаховская)
Вишенки — деревня в городском округе Шаховская Московской области.

## Население
| 1859 | 1926 | 2002 | 2006 | 2010 |
| ---- | ---- | ---- | ---- | ---- |
| 210  | ↗213 | ↘8   | ↗12  | ↗18  |

## География
Деревня расположена в центральной части округа, примерно в 5,5 км к югу от райцентра Шаховская, у истоков безымянного ручья бассейна реки Рузы, высота центра над уровнем моря 259 м. Ближайшие населённые пункты — Обухово на северо-западе, Ховань на севере и Дубровино на юго-востоке. У восточной окраины деревни проходит региональная автодорога 46К-1123 Тверь — Уваровка, по которой ходит множество автобусов до Шаховской.
В деревне 3 улицы: Луговая, Новая и Полевая, приписано СНТ «Вишенки».

## Исторические сведения
Ранее Вишенки — дворцовое село, в котором до Смутного времени существовала церковь Смоленской Иконы Божией Матери, а позже — часовня.
В 1769 году Вишенки — сельцо Хованского стана Волоколамского уезда Московской губернии, общее владение генерал-майора Александра Ивановича Неплюева с женой, бригадира Федора Ивановича Дмитриева-Мамонова, сыновей Прокофия Соковнина и вдовы, майорши Натальи Прокофьевны Шушариной. К владению относилось 346 десятин 492 сажени пашни и 775 десятин 875 саженей леса. В сельце 44 души.
В середине XIX века сельцо относилось к 1-му стану Волоколамского уезда и принадлежало княгине Настасье Фёдоровне Вреде. В сельце было 20 дворов, крестьян 75 душ мужского пола и 81 душа женского.
В «Списке населённых мест» 1862 года Вишенки — владельческая деревня 1-го стана Волоколамского уезда Московской губернии по левую сторону Московского тракта, шедшего от границы Зубцовского уезда на город Волоколамск, в 25 верстах от уездного города, при колодце, с 33 дворами и 210 жителями (109 мужчин, 101 женщина).
По данным на 1890 год входила в состав Бухоловской волости Волоколамского уезда, число душ мужского пола составляло 97 человек.
В 1913 году — 32 двора.
По материалам Всесоюзной переписи населения 1926 года — деревня Хованского сельсовета Судисловской волости, проживало 213 человек (79 мужчин, 134 женщины), насчитывалось 42 хозяйства (41 крестьянское), имелась школа.
С 1929 года — населённый пункт в составе Шаховского района Московской области.
1994—1995 гг. — деревня Черленковского сельского округа Шаховского района.
1995—2006 гг. — деревня Волочановского сельского округа Шаховского района.
2006—2015 гг. — деревня сельского поселения Степаньковское Шаховского района.
2015 г. — н. в. — деревня городского округа Шаховская Московской области.